# Carinocythereis asterospinosus
Carinocythereis asterospinosus is een mosselkreeftjessoort uit de familie van de Trachyleberididae. De wetenschappelijke naam van de soort is voor het eerst geldig gepubliceerd in 1970 door Omatsola.